# Новая Палестина
Новая Палестина — хутор в Песчанокопском районе Ростовской области. Входит в Песчанокопское сельское поселение.

## История
Дата основания не установлена. Согласно Всесоюзной переписи населения 1926 года выселок Новая Палестина входил в состав Белоглинского сельсовета Белоглинского района Сальского округа Северо-Кавказского края, население хутора составило 117 человек, все великороссы

## География
На хуторе имеются две улицы — Береговая и Заречная.

## Население
| 1926 | 2010 |
| ---- | ---- |
| 117  | ↘82  |